# Cogolin
Cogolin este o comună în departamentul Vaucluse din sud-estul Franței. În 2009 avea o populație de 11.104 de locuitori.

## Evoluția populației
| An        | 1975  | 1982  | 1990  | 1999  | 2006   | 2009   |
| --------- | ----- | ----- | ----- | ----- | ------ | ------ |
| Populație | 4.577 | 5.639 | 7.976 | 9.079 | 11.066 | 11.104 |